# Blauwhuis (rijksmonument)

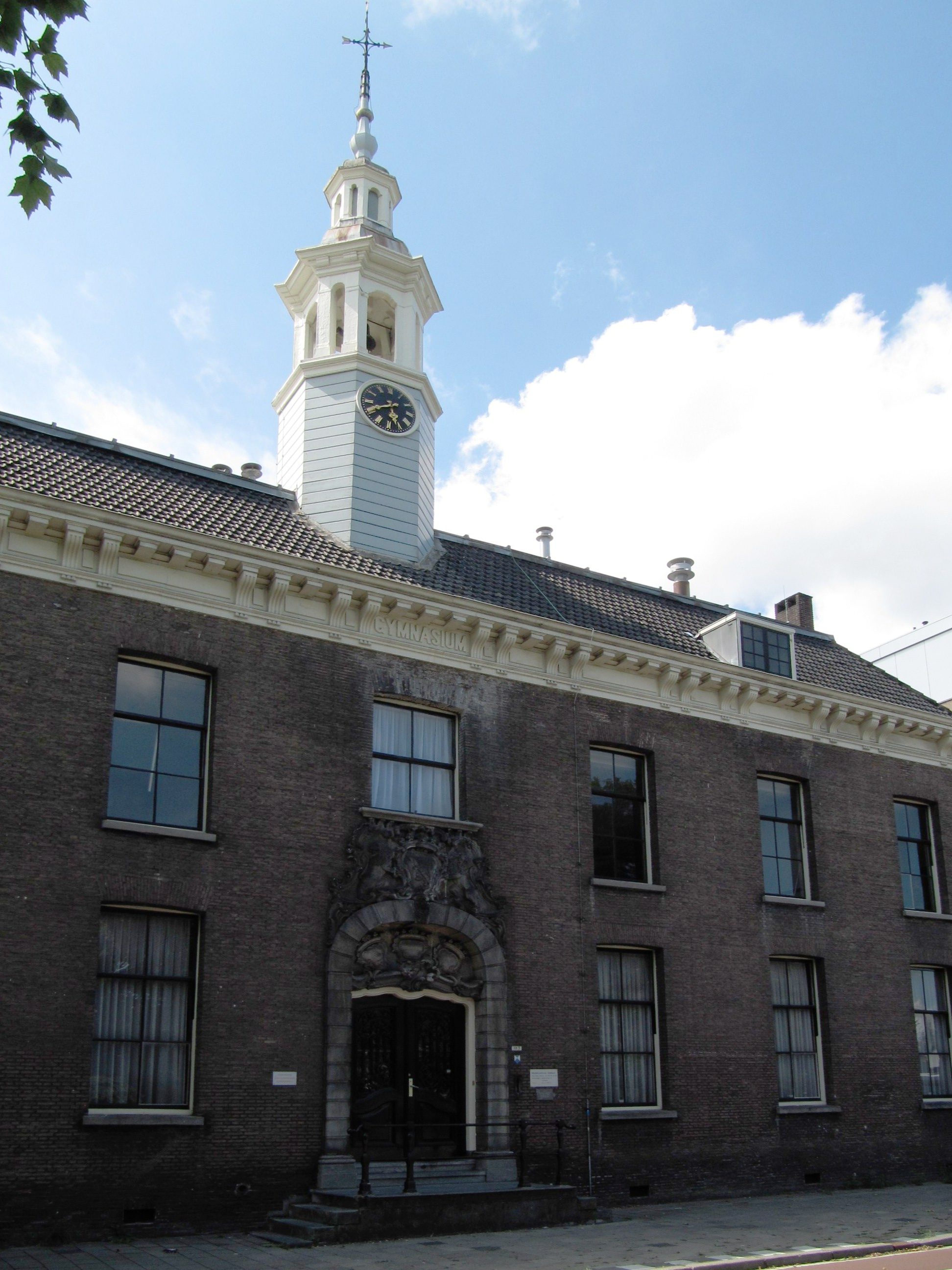
Het Blauwhuis aan de Lange Nieuwstraat 183 te Schiedam in 2010

Het Blauwhuis is een historisch gebouw in Schiedam, aan de Lange Nieuwstraat 183. Het is een Rijksmonument met nr. 33252.

## Geschiedenis
Het gebouw werd ontworpen door stadsarchitect Rutger van Bol'es en kwam gereed in 1765. Het werd geopend als verbeterhuis voor drankzuchtige en ontuchtige vrouwen. Vanaf het begin werd de benaming "Blauwhuis" gebruikt, een term die al eind 16e eeuw werd gebezigd voor het Pesthuis aan de andere kant van de stad, dat ook wel bekend stond als het syeckhuys (ziekhuis), waar zieken werden opgenomen. Later kwamen daar dronkaards en prostituees bij. Uiteindelijk werden er voornamelijk vrouwen opgenomen. In 1763 werd voor het eerst van een "vrouwen verbeterhuijs" gesproken, dat wegens verval een nieuw gebouw krijgt in 1765, op de huidige locatie aan de Lange Nieuwstraat.
Later in de 18e eeuw veranderde de bestemming in een tehuis voor ondeugdelijke of krankzinnige kinderen van rijke ouders ("deftige lieden"), waarbij de kosten voor rekening van de families kwam. In 1846 hield het Blauwhuis in haar hoedanigheid van hulp- of ziekeninrichting op te bestaan, en kreeg het een bestemming als kantongerecht, en daarna als postkantoor. In 1897 werd het Stedelijk Gymnasium erin gevestigd. Vanaf 1968 werd het de hoofdvestiging van de Schiedamse muziekschool, die in 2010 uit het gebouw vertrok.

## Benaming
Het is onduidelijk waar de benaming Blauwhuis vandaan komt. Reeds eind 16e eeuw wordt de term gebezigd voor het Pesthuis aan de andere kant van de stad, nog voor dat daar alcoholisten of krankzinnigen werden opgenomen. De naam werd meegenomen naar de nieuwe behuizing aan de Lange Nieuwstraat. Ook in de 21ste eeuw staat het gebouw nog altijd bekend als het Blauwhuis.

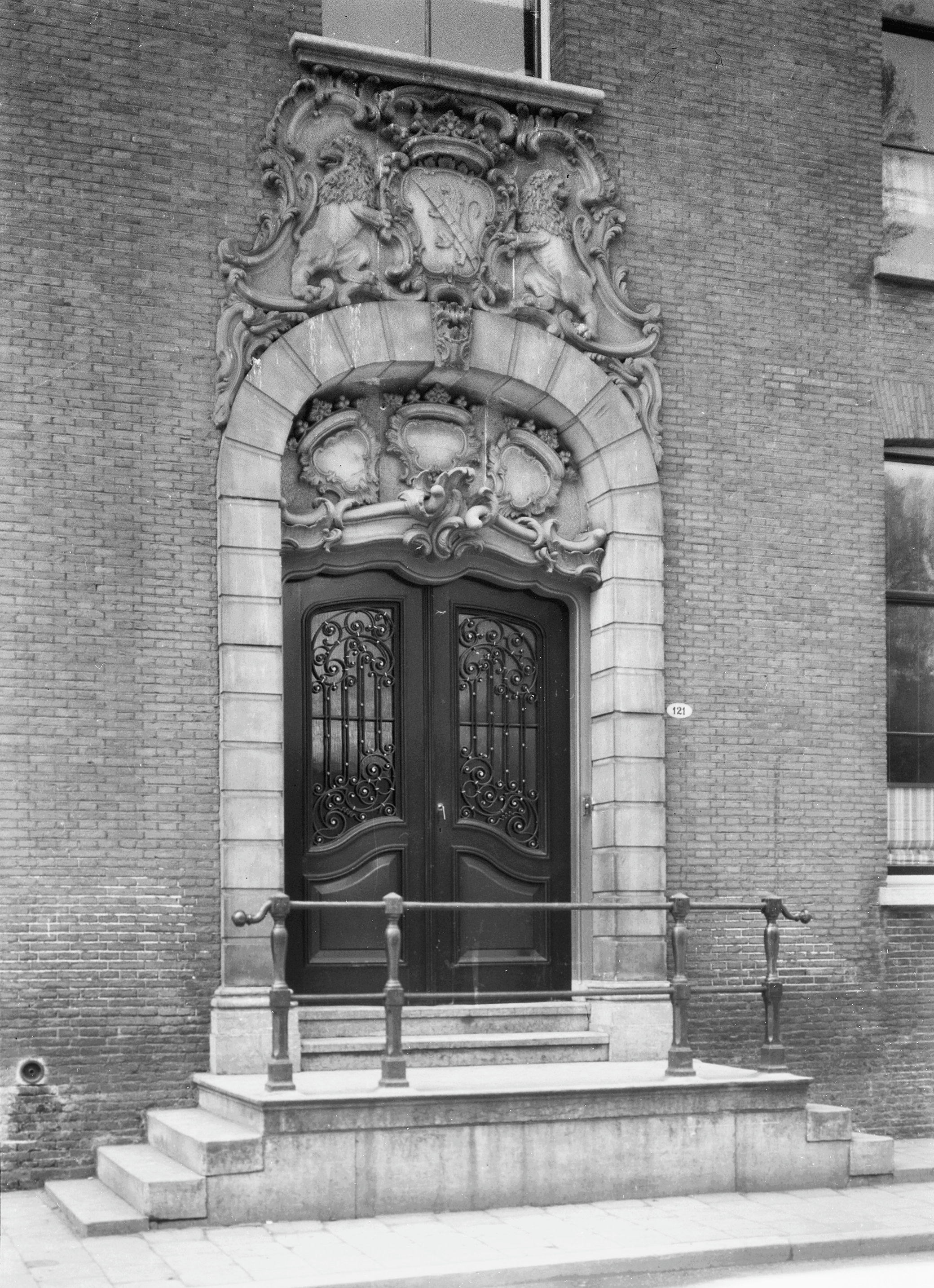
De ingangspartij

## Bouwstijl
Sober bakstenen gebouw ter breedte van zeven vensterassen, onder een schilddak met achtkantig houten klokkentorentje van twee verdiepingen met koepeldaken. De uitwendige versiering is beperkt tot de omlijsting van de toegangspoort, die in het boogveld boven de in zware rococo-vormen gebeeldhouwde latei drie familiewapens en als bekroning het stadswapen van Schiedam heeft, vastgehouden door twee leeuwen en omlijst door rococo-ornamenten.